# Насыбуллин, Владислав Камильевич
Владислав Камильевич Насыбуллин (род. 24 марта 1955, Челябинск) — советский, казахстанский и российский шахматист, мастер спорта СССР (1979), международный мастер (1996), старший международный мастер ИКЧФ (2006).

## Биография
Участник отборочных соревнований чемпионатов СССР.
Серебряный призёр чемпионата Казахстана 1996 г., бронзовый призёр чемпионата Казахстана 1995 г.
В составе сборной Казахской ССР участник Спартакиад народов СССР 1979 и 1991 гг.
В составе сборной Казахстана участник шахматных олимпиад 1992 и 1996 гг.
В качестве тренера сотрудничал с Д. К. Садвакасовым.
С успехом выступал в соревнованиях по переписке. Участник первой лиги 19-го чемпионата СССР. Победитель мемориала К. Рос-Миро (2004—2006 гг.). В составе сборной Казахстана участвовал в отборочных соревнованиях и финале 15-й заочной олимпиады (2006—2009 гг.), отборочных соревнованиях 17-й заочной олимпиады. В составе сборной Африки и Азии участник трех межконтинентальных командных турниров.

### Личная жизнь
В советское время жил в Целинограде. С конца 1990-х гг. постоянно проживает в городе Сатка Челябинской области. Работает тренером в ШК «Вертикаль».
Жена: А. С. Туребаева (род. 1971), международный мастер среди женщин (WIM, 2007), в составе сборной Казахстана участница командного чемпионата Азии 2003 г., тренер по шахматам, работает в ШК «Вертикаль».
Дочери:
- Альфия (род. 1994), международный мастер среди женщин (WIM, 2019)[25][26][27][28], участница чемпионата мира по блицу и рапиду 2022 г.[29][30]
- Даяна (род. 2004), кандидат в мастера спорта[31][32][33][34], чемпионка России 2019 г. среди девушек до 17 лет[35], чемпионка Челябинской области 2023 г. (разделила 1—2 места со старшей сестрой и обошла ее по дополнительным показателям)[36][37].

## Основные спортивные результаты
| Год                       | Город                                                                              | Соревнование                                                                       | + | − | = | Результат | Место                     |
| ------------------------- | ---------------------------------------------------------------------------------- | ---------------------------------------------------------------------------------- | - | - | - | --------- | ------------------------- |
| 1973                      | Вильнюс                                                                            | Командный чемпионат СССР среди юношей (сборная Казахской ССР, ?-я доска)           |   |   |   |           |                           |
| 1976                      | Актюбинск                                                                          | Чемпионат Казахской ССР                                                            |   |   |   |           | [ 38 ]                    |
| 1978                      |                                                                                    | Чемпионат Казахской ССР                                                            |   |   |   |           | [ 39 ]                    |
| 1979                      | Алма-Ата                                                                           | Чемпионат СССР среди молодых мастеров                                              |   |   |   |           |                           |
|                           | Москва                                                                             | VII Спартакиада народов СССР (сборная Казахской ССР, 4-я доска)                    | 2 | 3 | 2 | 3 из 7    |                           |
| 1987                      | Павлодар                                                                           | Отборочный турнир 55-го чемпионата СССР                                            |   |   |   |           |                           |
|                           |                                                                                    | Чемпионат Казахской ССР                                                            |   |   |   |           | [ 40 ]                    |
| 1989                      | Рославль                                                                           | Отборочный турнир 56-го чемпионата СССР                                            |   |   |   |           |                           |
|                           | Новосибирск                                                                        | Чемпионат ВС СССР                                                                  | 2 | 6 | 9 | 6½ из 17  | 17                        |
| 1990                      | Хабаровск                                                                          | Чемпионат ВС СССР                                                                  |   |   |   |           |                           |
| 1991                      | Азов                                                                               | X Спартакиада народов СССР (2-я группа; сборная Казахской ССР, ?-я доска)          | 2 | 1 | 6 | 5 из 9    |                           |
| 1992                      | Манила                                                                             | XXX Олимпиада (сборная Казахстана, запасной)                                       | 3 | 2 | 3 | 4½ из 8   |                           |
| 1995                      | Акмола                                                                             | Чемпионат Казахстана                                                               |   |   |   |           | 3                         |
| 1996                      | Павлодар                                                                           | Чемпионат Казахстана                                                               |   |   |   |           | 2                         |
|                           | Ереван                                                                             | XXXII Олимпиада (сборная Казахстана, 3-я доска)                                    | 2 | 2 | 3 | 3½ из 7   |                           |
| СОРЕВНОВАНИЯ ПО ПЕРЕПИСКЕ |                                                                                    |                                                                                    |   |   |   |           |                           |
| 1991—1993                 | Первая лига 19-го чемпионата СССР                                                  | Первая лига 19-го чемпионата СССР                                                  |   |   |   | 6½ из 15  | 13                        |
| 2003—2005                 | Отборочный турнир 15-й заочной олимпиады (секция 4; сборная Казахстана, 1-я доска) | Отборочный турнир 15-й заочной олимпиады (секция 4; сборная Казахстана, 1-я доска) | 5 | 1 | 4 | 7 из 10   | 2 на доске; команда — 3-я |
| 2004—2006                 | Мемориал К. Рос-Миро                                                               | Мемориал К. Рос-Миро                                                               | 9 | 0 | 5 | 11½ из 14 | 1                         |
| 2004—2007                 | 3-й межконтинентальный командный турнир (сборная Азии и Африки, 2-я доска)         | 3-й межконтинентальный командный турнир (сборная Азии и Африки, 2-я доска)         | 5 | 0 | 5 | 7½ из 10  | 1 на доске                |
| 2006—2008                 | Отборочный турнир 17-й заочной олимпиады (секция 3; сборная Казахстана, 1-я доска) | Отборочный турнир 17-й заочной олимпиады (секция 3; сборная Казахстана, 1-я доска) | 1 | 2 | 6 | 4 из 9    |                           |
| 2006—2009                 | 15-я заочная олимпиада (сборная Казахстана, 1-я доска)                             | 15-я заочная олимпиада (сборная Казахстана, 1-я доска)                             | 0 | 6 | 7 | 3½ из 13  |                           |
| 2007—2009                 | Мемориал М. Винагре («серебряный» турнир)                                          | Мемориал М. Винагре («серебряный» турнир)                                          | 4 | 3 | 9 | 8½ из 16  | 8                         |
| 2007—2009                 | Турнир «Альгамбра»                                                                 | Турнир «Альгамбра»                                                                 | 2 | 5 | 6 | 5 из 13   | 11—12                     |
| 2007—2010                 | Мемориал Л. Камары (турнир А)                                                      | Мемориал Л. Камары (турнир А)                                                      | 1 | 3 | 8 | 5 из 12   | 11                        |
| 2008—2010                 | 5-й межконтинентальный командный турнир (сборная Азии и Африки, 2-я доска)         | 5-й межконтинентальный командный турнир (сборная Азии и Африки, 2-я доска)         | 1 | 1 | 8 | 5 из 10   | [ 44 ]                    |
| 2013—2015                 | 7-й межконтинентальный командный турнир (сборная Азии и Африки-А, 1-я доска)       | 7-й межконтинентальный командный турнир (сборная Азии и Африки-А, 1-я доска)       | 0 | 1 | 8 | 4 из 9    |                           |